# جورج اتکینسون
جورج اتکینسون (انگلیسی: George Atkinson; ۳ سپتامبر ۱۸۹۳ – ۲۹ مهٔ ۱۹۶۷) بازیکن فوتبال اهل انگلستان بود.
از باشگاه‌هایی که در آن بازی کرده‌است می‌توان به باشگاه فوتبال بیشاپ اوکلند اشاره کرد.
وی همچنین در تیم فوتبال المپیک بریتانیای کبیر بازی کرده‌است.